# Charles Thomas (baloncestista)
Charles Thomas (Dayton, Ohio, 3 de octubre de 1969) es un exjugador y entrenador de baloncesto estadounidense que disputó una temporada en la NBA, transcurriendo el resto de su carrera en ligas menores de su país, y en diferentes equipos de Europa y Australia. Con 1,91 metros de estatura, jugaba en la posición de escolta. En la actualidad es entrenador asistente en la Universidad Duquesne. Es el hermano del también jugador de baloncesto Carl Thomas.

## Trayectoria deportiva

### Universidad
Jugó durante cuatro temporadas con los Eagles de la Universidad de Míchigan Oriental en las que promedió 6,5 puntos y 3,2 rebotes por partido.

### Profesional
Tras no ser elegido en el Draft de la NBA de 1991, fichó como agente libre por los Detroit Pistons, donde jugó una temporada como tercer escolta tras Joe Dumars y Darrell Walker, promediando 1,3 puntos por partido.
Tras su fugaz paso por la NBA, los ocho siguientes años transcurrieron en diferentes ligas menores estadounidenses, destacando sobre todo en la USBL, donde fue incluido en el mejor quinteto defensivo en 1995, jugando con los Jackson Jackals, y ganó dos campeonatos, en 1997 y 1998.
A partir del año 2000 jugó en diversos equipos de Finlandia, Suecia y Australia hasta el año 2006, promediando en esa etapa de su carrera 17 puntos, 5 rebotes y 5 asistencias por partido.

### Entrenador
Tras dejar de jugar en 2006, comenzó su carrera como entrenador, ejerciendo primero como asistente en la Radford University, posteriormente en Northwood University, y desde 2009 es asistente en la Universidad Akron de la División I de la NCAA.

## Estadísticas de su carrera en la NBA

### Temporada regular
| Temporada | Edad | Equipo          | Liga | Pos. | P  | TIT | MIN | TC  | TCA | %TC  | 3P  | 3PA | %3P  | 2P  | 2PA | %2P  | TL  | TLA | %TL  | R.OF. | R.DEF. | REB | ASIS | ROB | TAP | PER | FP  | PTS |
| 1991-92   | 22   | Detroit Pistons | NBA  | SG   | 36 | 0   | 4.3 | 0.5 | 1.4 | .353 | 0.1 | 0.5 | .118 | 0.4 | 0.9 | .471 | 0.3 | 0.4 | .667 | 0.2   | 0.4    | 0.6 | 0.6  | 0.1 | 0.0 | 0.5 | 0.6 | 1.3 |
| Total     |      |                 | NBA  |      | 36 | 0   | 4.3 | 0.5 | 1.4 | .353 | 0.1 | 0.5 | .118 | 0.4 | 0.9 | .471 | 0.3 | 0.4 | .667 | 0.2   | 0.4    | 0.6 | 0.6  | 0.1 | 0.0 | 0.5 | 0.6 | 1.3 |